# Yhyach
Yhyach (in sacha Ыhыах, in russo Ысыах, Ysyach) è una festività della Repubblica sacha. Il termine Yhyach significa "abbondanza", la festa coincide con il solstizio d'estate e segna l'inizio del nuovo anno per il popolo sacha. La festa, strettamente associata con le divinità del sole e della fertilità, prevede preghiere rituali, offerte di kumis, danze, giochi popolari e corse di cavalli.

## Celebrazione
Yhyach è la festa più importante della Jacuzia. Prima della seconda guerra mondiale veniva celebrata il 22 giugno. Poiché la data coincise con l'Operazione Barbarossa e l'inizio della "grande guerra patriottica" (22 giugno 1941) per ragioni morali ed etiche la celebrazione si tiene tra il 10 giugno e il 25 giugno a seconda dell'ulus (rajon) e delle preferenze locali.
Per l'occasione le persone vestono i costumi tradizionali. Secondo la tradizione uno sciamano, vestito di bianco, apre la cerimonia. Egli è accompagnato da sette ragazze vergini e nove ragazzi vergini; il kumis viene sparso a terra e sul fuoco. Egli prega gli spiriti Ajyy per il benessere delle persone e chiede agli spiriti di benedire tutti i presenti. In seguito vi sono danze e canti e alla fine i presenti si riuniscono nella danza Ohuochaj (vedi sotto), si svolgono poi gare e giochi nazionali, si mangiano piatti tipici e si beve il kumis. Si suona il chomus (lo scacciapensieri) e il kyrimpa (il violino jakuto) e vi sono esibizioni di canto armonico.
La festa di Yhyach si svolge in un grande alas (o alaas), dove troneggia un grande Albero del Mondo, simbolo del collegamento dell'intero universo: l'albero si trova nel "mondo di mezzo", le sue radici sono nel "mondo inferiore", i suoi rami nel "mondo superiore".

### Il Grande Albero del Mondo

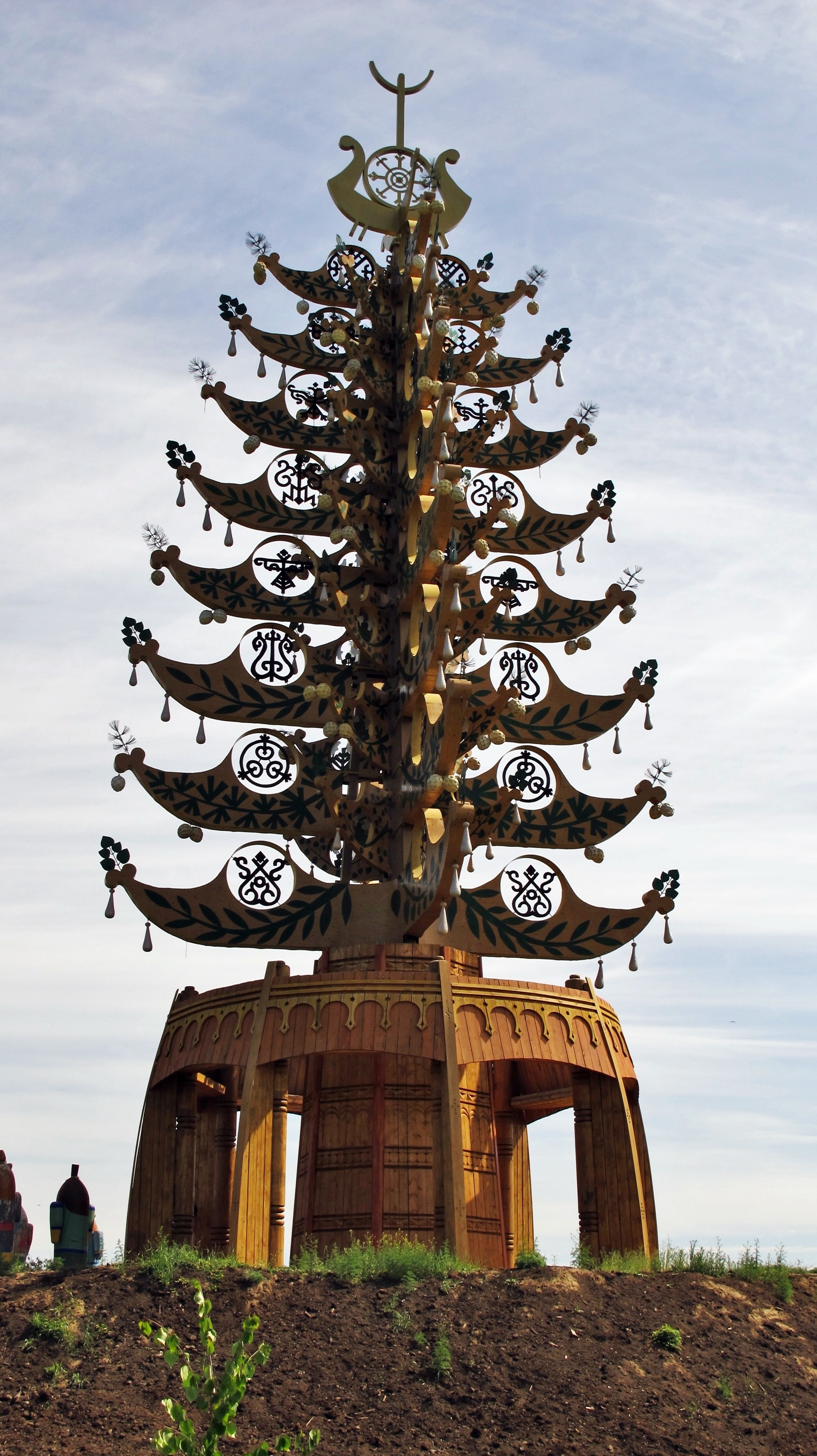
Il Grande Albero del Mondo nel villaggio di Majja

Il "grande albero del mondo" (Aal Luuk Mas) è la dimora di Aan Alakhchyn Khatun, la signora della Terra, e possiede una grande proprietà di guarigione; esso è il simbolo del collegamento fra i tre Mondi nel poema epico nazionale sacha Oloncho (Олоҥхо): 
- Il Mondo Superiore - la parte superiore dell'albero - abitato da divinità benevole. Sede del saggio Yuyung Aiyy Toion (Grande Signore Bianco).
- Il Mondo di Mezzo - il tronco e i rami - abitato dalla gente comune, assieme agli spiriti (ichchi) di vari esseri vivente e oggetti terreni.
- Il Mondo Inferiore - le radici - abitato dagli oggetti del male. Sede del malvagio Arsan Duolai.

### La danza Ohuochaj
La danza Ohuochaj (Оhуохай) consiste in un grande girotondo, che simboleggia il cerchio della vita, mentre si cantano canzoni dedicate alla forza della natura. Le persone si tengono sotto braccio o per mano, con il piede sinistro in avanti si muovono ritmicamente nella direzione del movimento del sole allo scopo di catturarne l'energia. Un direttore del coro improvvisa i testi e tutti i presenti ripetono i versi. L'improvvisazione poetica del Ohuochaj rappresenta una dei più ricchi e antichi generi di folklore Sakha. Si ritiene che chiunque entri a far parte del cerchio si carichi di energia per tutto l'anno.

## Galleria d'immagini

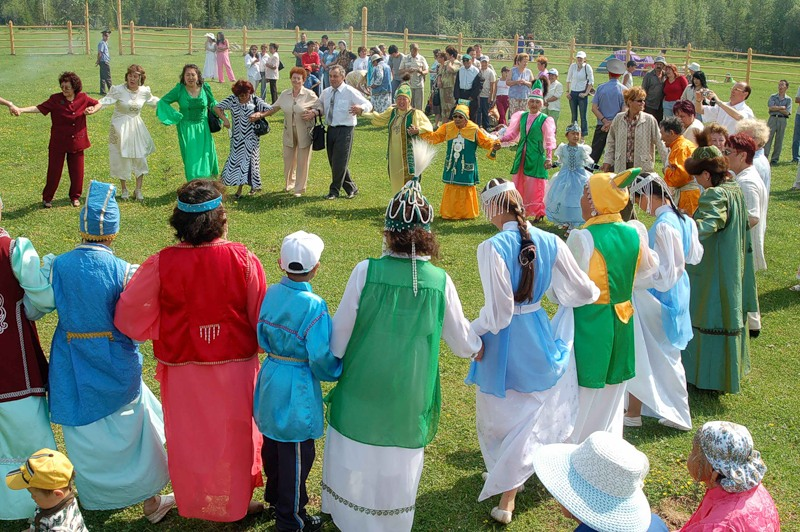
La danza Ohuochaj
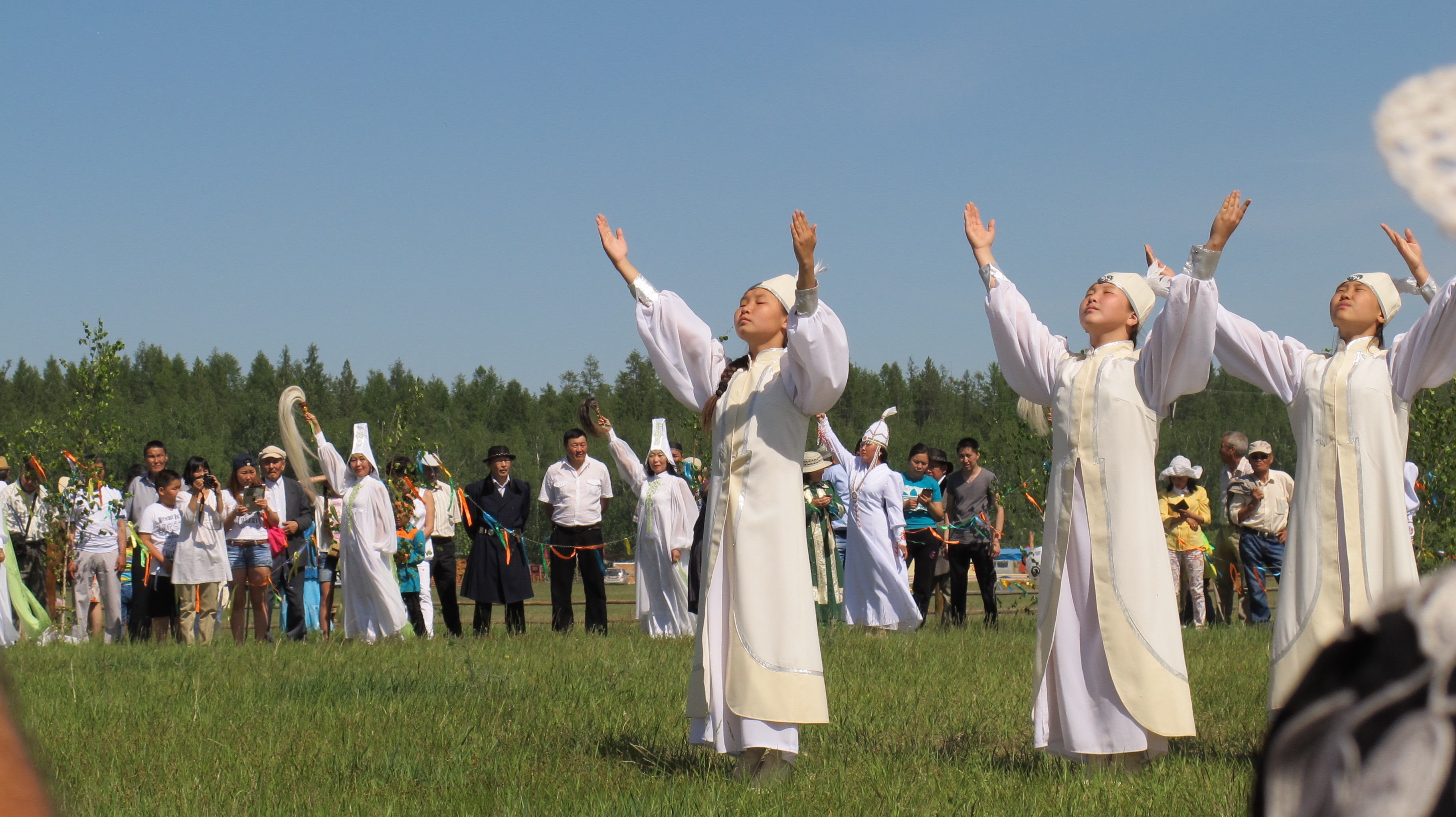
Un momento della cerimonia